# Szamosmakód
Szamosmakód (románul: Mocod) falu Romániában, Erdélyben, Beszterce-Naszód megyében. Közigazgatásilag Nemegyéhez tartozik.

## Fekvése
Naszódtól délnyugatra, a Nagy-Szamos jobbparti úton, Mittye és Kőfarka közt fekvő település.

## Története
A falu nevét 1488-ban említette először oklevél Makod alakban.
További névváltozatok: 1733-ban Mokodt, 1760–1762között Maccods, 1808-ban Makód, 1913-ban Szamosmakód.
1765-től a Naszódi határőrvidék faluja volt. 1850-ben említették az itteni Andrei Ciocan tanító fiát Ioan Ciocan (Szamosmakód, 1850. február 19. – Budapest, 1915. szeptember 6.) tanár nevét is, aki egyetemi tanulmányait Budapesten végezte, később a magyar Országgyűlés tagja volt (1896–1901, 1903–1915) között és emellett román nyelvet is tanított (1898-1909) között a budapesti egyetemen.
A trianoni békeszerződés előtt Beszterce-Naszód vármegye Naszódi járásához tartozott. 1910-ben 921 lakosából 891 fő román, 15 magyar, 15 német volt. A népességből 891 fő görögkatolikus, 22 izraelita volt.